# Barbarella
Barbarella (1968) er en italiensk-produceret, engelsk-sproget kultfilm instrueret af Roger Vadim med et manuskript af Terry Southern og Roger Vadim, baseret på en fransk tegneserie af Jean-Claude Forest og Claude Brulé.
Handlingen følger rumagenten Barbarella (Jane Fonda), der rejser til planeten Lythion for at arrestere forskeren Durand-Durand (Milo O'Shea). Undervejs møder hun bl.a. englen Pygar (John Phillip Law), en tyrannisk dronning (Anita Pallenberg), oprørslederen Dildano (David Hemmings) og børnefangeren Mark Hand (Ugo Tognazzi).
Filmen er blevet et ikon for sentressernes psykedeliske popkultur og præges af erotisk frisind, opfindsomme kostumer og talrige skøre påfund. Den engelske popgruppe Duran Duran er opkaldt efter filmens skurk.